# アリーナ・リヴィウ
アレナ・リヴィウ (ウクライナ語:Арена Львів, 英語: Arena Lviv) は、ウクライナのリヴィウにある競技場。現在は、ヴェレス・リウネとカルパティ・リヴィウが本拠地として使用している。UEFA欧州選手権2012のグループステージ開催スタジアムでもあった。

## 本拠地として
2011年から2012年まではカルパティ・リヴィウの本拠地であった。しかし、5試合のみしかプレーせずに元の本拠地に戻ることになった。
また、ホヴェルラ・ウージュホロドはホームスタジアム再建のため、当スタジアムでホームゲームを行ったことがある。
2014年から2017年までは、シャフタール・ドネツクが本拠地を置いているウクライナ東部での紛争を理由に当スタジアムでホームゲームを行っていた。

## スタジアム設備
スタジアムの収容人数は、450席のVIP席を含め3,4915人である。スタジアムの屋根はすべての観客席を多い、屋根の中央が空いておりピッチには十分な光が当たる。スタジアムの下には3つのレベルの駐車場が設置されている。また、VIP用の駐車場は1593台分備えられている。
以下はスタジアム西部215.7mにある設備
- コンサートホール
- VIP用クラブ・レストラン(1,260㎡)
- メディアセンター(640㎡)
- トレーニングセンター(280㎡)
- 運営オフィス(780㎡)
- オフィス・レストラン(1,050㎡)

## 交通

### 空港
リヴィウ国際空港はスタジアムの北西に位置していて、空港からのアクセスはベルトウェイまたは、ルート11(ホロドク・ストリート)を使用すると便利である。

## UEFA欧州選手権2012
2012年6月、UEFA欧州選手権2012の開催スタジアムとして、グループBの3試合が行われた。

## 2018年FIFAワールドカップ予選
2013年9月6日に行われた、2014 FIFAワールドカップブラジル大会予選ウクライナ対サンマリノ戦で、サポーターが人種差別的な行動などをしたため、2013年9月27日、FIFA懲戒委員会は当スタジアムの制裁措置に関する決議を採択した。これにより2014 FIFAワールドカップブラジル大会予選ウクライナのA代表チームの試合(2013年10月11日ウクライナ対ポーランド)は無観客試合で行われた。さらに、2018 FIFAワールドカップロシア大会予選の全期間にわたって、ウクライナのA代表チームが当スタジアムでの試合禁止を余儀なくされた。

## ギャラリー
- アリーナ内部
- 本拠地を置くシャフタール・ドネツクのバス